# Cratere Fedorov
Fedorov è un cratere lunare intitolato allo scienziato russo Aleksandr Petrovich Fedorov. Si trova nella regione occidentale del Mare Imbrium. È situato a est-nordest del cratere Diofanto, e a sudest del cratere Delisle. A circa 20 km a sud-sudest si trova una formazione leggermente più grande, il cratere Artsimovich.
Il cratere ha una forma un po' strana, leggermente allungata, con un crinale sul lato settentrionale. Questa formazione è larga più o meno quanto il fondo del cratere stesso, e si alza per circa 800 metri sul mare circostante.